# Брукстон (город, Миннесота)
Брукстон (англ. Brookston) — город в округе Сент-Луис, штат Миннесота, США. Брукстон расположен вдоль реки Сент-Луис, напротив устья реки Артишок. По переписи 2010 года в городе проживал 141 человек.
Брукстон расположен в 27 милях к западу от города Дулут и 17 милях к северо-западу от города Клоке. Через город проходит U.S. Route 2 и окружное шоссе 31.

## Демография
По данным переписи 2010 года население Брукстона составлял 141 человек (из них 63,1 % мужчин и 36,9 % женщин). В городе было 38 домашних хозяйств и 27 семей. Расовый состав: белые — 74,5 %, коренные американцы — 14,9 % афроамериканцы — 7,1 % и представители двух и более рас — 3,5 %.
Из 38 домашних хозяйств 47,4 % представляли собой совместно проживающие супружеские пары (26,3 % с детьми младше 18 лет), в 18,4 % семей женщины проживали без мужей, в 5,3 % семей мужчины проживали без жён, 28,9 % не имели семьи. В среднем домашнее хозяйство ведут 2,63 человек, а средний размер семьи — 3,19 человека.
Население города по возрастному диапазону по данным переписи 2010 года распределилось следующим образом: 21,3 % — жители младше 18 лет, 10,7 % — между 18 и 24 годами, 27 % — от 25 до 44 лет, 20,7 % — от 45 до 64 лет, 20,6 % — в возрасте 65 лет и старше. Средний возраст населения — 40,3 лет.
В 2014 году медианный доход на семью оценивался в 66 875 $, на домашнее хозяйство — в 39 375 $. Доход на душу населения — 19 397 $.
Динамика численности населения:
|  |